# Futbol Club Torrevella
El Futbol Club Torrevella, oficialment i en castellà Fútbol Club Torrevieja és un club de futbol de la ciutat de Torrevella, (el Baix Segura, País Valencià). Va ser fundat en 1993. Disputa els partits a casa a l'Estadi Vicente García. Actualment juga al grup VI de la Tercera divisió.

## Història
- 6 temporades en Tercera divisió

Últimes temporades:
- 2005/2006: - Tercera Divisió - 12é
- 2006/2007: - Tercera Divisió
- 2007/2008: - Tercera Divisió - 15é
- 2008/2009: - Tercera Divisió - 4t
- 2009/2010: - Tercera Divisió - 15é